# Hemidactylus ansorgii
Hemidactylus ansorgii är en ödleart som beskrevs av  Werner 1897. Hemidactylus ansorgii ingår i släktet Hemidactylus och familjen geckoödlor. Inga underarter finns listade i Catalogue of Life. Artepitet i det vetenskapliga namnet hedrar W.J. Ansorge som överlämnade ödlor till ett museum.
Denna geckoödla förekommer i västra och centrala Afrika i en bred remsa längs kusten från Liberia till Kongo-Brazzaville. Den hittas även på flera öar i Guineabukten. Arten lever i låglandet och i bergstrakter upp till 1480 meter över havet. Habitatet utgörs av olika fuktiga skogar och av odlingsmark. Individerna är främst aktiva på natten men de syns ofta på dagen. Hemidactylus ansorgii har insekter och spindeldjur som föda. Honor lägger ägg.
Arten har bra anpassningsförmåga och det finns inga större hot. Utbredningsområdet är stort. IUCN listar arten som livskraftig (LC).